# Chaetocarpus
Chaetocarpus é um género botânico pertencente à família Peraceae.
Plantas distribuidas no sudeste asiático

## Sinonímia
| - Gaedawakka Kuntze - Mettenia Griseb. | - Neochevaliera A.Chev. & Beille - Regnaldia Baill. |

### Espécies
Formado por 25 espécies:
| - Chaetocarpus acutifolius - Chaetocarpus africanus - Chaetocarpus blanchetii - Chaetocarpus blanchettii - Chaetocarpus castanocarpus - Chaetocarpus cordifolius - Chaetocarpus coriaceus - Chaetocarpus cubensis - Chaetocarpus domingensis | - Chaetocarpus echinocarpus - Chaetocarpus ferrugineus - Chaetocarpus globosus - Chaetocarpus humilis - Chaetocarpus myrsinites - Chaetocarpus oblongatus - Chaetocarpus parvifolius - Chaetocarpus pearcei - Chaetocarpus pohlii | - Chaetocarpus ponteria - Chaetocarpus pubescens - Chaetocarpus pungens - Chaetocarpus rabaraba - Chaetocarpus schomburgkianus - Chaetocarpus stipularis - Chaetocarpus williamsii |

## Nome e referências
Chaetocarpus Thwaites